# Aldii
Cet article possède des paronymes, voir Aldi et Aldis.
Les aldii étaient, dans le droit germanique des Lombards qui avaient envahi le Nord de l'Italie en 568, des personnes dont le statut était intermédiaire entre l'esclave et l'homme libre. Ce statut résultait d'incapacités physiques qui, en empêchant ces personnes de porter les armes et de combattre, leur ôtaient du même coup le statut de citoyen. De ce fait, les aldii demeuraient dépendants de la famille chez laquelle ils étaient employés, et ceci de façon permanente. 
Privés de droit politique et militaire et liés à la terre qu'ils cultivaient, ils pouvaient cependant se marier et être défendu devant les tribunaux. Ils avaient en outre le droit au wergild (mais son montant était inférieur à celui d'un homme libre) et, dans certaines limites, le droit de détenir une propriété.